# Hazed and Confused (ER)
Hazed and Confused is de zevende aflevering van het vijfde seizoen van de televisieserie ER, die voor het eerst werd uitgezonden op 12 november 1998.

## Verhaal
Lucy Knight krijgt steeds meer problemen met haar mentor dr. Carter, het loopt zo hoog op dat dr. Greene in moet grijpen.
Dr. Corday werkt een dienst van 36 uren, door vermoeidheid begaat zij een fout wat tot de dood leidt van een patiënt. Dit veroorzaakt problemen tussen haar en dr. Anspaugh en dr. Benton.
Dr. Benton bezoekt dr. Kotlowitz, een dokter gespecialiseerd in hoorimplantaten, voor zijn zoon Reese.
Dr. Greene rijdt een dag mee met de ambulance, tijdens een ontgroeningritueel krijgt hij een paniekaanval.
Dr. Ross en Jeanie Boulet behandelen een jongen waarvan de moeder afhankelijk is van zijn zesjaar oude zus, die al de beslissingen moet maken. 
Het bestuur van het ziekenhuis besluit om dr. Amanda Lee aan te stellen als hoofd van de SEH, dr. Weaver beseft dat zij nu gewoon als arts blijft werken. 

## Rolverdeling

### Hoofdrollen
- Anthony Edwards - Dr. Mark Greene
- George Clooney - Dr. Doug Ross
- Noah Wyle - Dr. John Carter
- Eriq La Salle - Dr. Peter Benton
- Laura Innes - Dr. Kerry Weaver
- Alex Kingston - Dr. Elizabeth Corday
- Jorja Fox - Dr. Maggie Doyle
- Sam Anderson - Dr. Jack Kayson
- Dennis Boutsikaris - Dr. David Kotlowitz
- John Aylward - Dr. Donald Anspaugh
- David Brisbin - Dr. Alexander Babcock
- Mare Winningham - Dr. Amanda Lee
- Gloria Reuben - Jeanie Boulet
- Kellie Martin - Lucy Knight
- Julianna Margulies - verpleegster Carol Hathaway
- Bellina Logan - verpleegster Kit
- Ellen Crawford - verpleegster Lydia Wright
- Penny Johnson - verpleegster Lynette Evans
- Conni Marie Brazelton - verpleegster Connie Oligario
- Lily Mariye - verpleegster Lily Jarvik
- Laura Cerón - verpleegster Chuny Marquez
- Gedde Watanabe - verpleger Yosh Takata
- Deezer D - verpleger Malik McGrath
- Suzanne Carney - OK verpleegster Janet
- Montae Russell - ambulancemedewerker Dwight Zadro
- Lyn Alicia Henderson - ambulancemedewerker Pamela Olbes
- Brian Lester - ambulancemedewerker Brian Dumar
- J.P. Hubbell - ambulancemedewerker Lars Audia
- Abraham Benrubi - Jerry Markovic
- Demetrius Navarro - Morales
- Khandi Alexander - Jackie Robbins

### Gastrollen (selectie)
- Julie Bowen - Roxanne Please
- Caitlin Alderton - Skye
- Aimee Graham -  Mrs. Everly
- Dana Gladstone - expert schedeltrepanatie
- Jeffrey Hutchinson - Richard Weingarten
- Deborah Offner - ICU verpleegster
- Octavia Spencer - Maria Jones
- Michael Whaley - Mr. Busey